# (440) Theodora
(440) Theodora es un asteroide que forma parte del cinturón de asteroides y fue descubierto por Edwin Foster Coddington el 13 de octubre de 1898 desde el observatorio Lick del monte Hamilton, Estados Unidos.

## Designación y nombre
Theodora se designó al principio como 1898 EC.
Más adelante fue nombrado en honor de la hija del banquero estadounidense, benefactor de la universidad de Ohio, Julius F. Stone (1855-1947).

## Características orbitales
Theodora orbita a una distancia media del Sol de 2,21 ua, pudiendo acercarse hasta 1,973 ua. Tiene una excentricidad de 0,1075 y una inclinación orbital de 1,596.º Emplea 1200 días en completar una órbita alrededor del Sol.
Theodora pertenece a la familia asteroidal de Flora.